# Herodes Agrippa 2.
Herodes Agrippa 2. (ca. 27-93 e.Kr.) var den sidste jødiske konge af Herodes den Stores slægt. Han var søn af Herodes Agrippa 1. af Judæa.
Agrippa regerede over Chalkis (nord for Judæa) fra 48. I 53 tog kejser Claudius dette område fra ham og satte ham i stedet til at regere over mere centrale jødiske områder, bl.a. Trachonitis. Den nye kejser, Nero, føjede i 55 Tiberias og en anden by i Galilæa samt en by i Peræa til Agrippas område.
Ifølge det Nye Testamente talte Paulus sin sag foran Agrippa og hans søster Berenike i Caesarea Maritima (Apostlenes Gerninger, kapitel 25-26]).
Selv om Agrippa residerede i Caesarea ved Middelhavet, gjorde han meget ud af at forskønne Jerusalem. Han var konge i Judæa indtil Jerusalems ødelæggelse i 70.